# Mesocyclops aequatorialis
Mesocyclops aequatorialis är en kräftdjursart som beskrevs av Andreas Kiefer 1929. Mesocyclops aequatorialis ingår i släktet Mesocyclops och familjen Cyclopidae. Inga underarter finns listade i Catalogue of Life.